# يو لا تانغو
يو لا تانغو (بالإسبانية عن طريق الإنجليزية: Yo La Tengo) هي فرقة روك أميركية تشكلت سنة 1984 في هوبوكين بولاية نيوجيرسي. منذ 1992، الفرقة تتكون من  إيرا كابلان (قيثارة وبيانو وغناء) وجورجا هبلي (طبول وبيانو وغناء) وجيمز مَكْنُو (بيس وغناء). في 2015، عاد دايف شرام وهو عازف القيثارة الأصلي للفرقة ويظهر في الألبوم الرابع عشر.
مع أن الفرقة حققت نجاحا صميما إلى حد ما، ما زالت تعتبر «فرقة النقاد المثالية،» وتحتفظ بطائفة من المعجبين بها المكرسين لها.
رغم أن يو لا تانغو عامة تعزف موسيقى أصلية، إلا أنها معروفة بأنها تحفظ مجموعة موسوعية من الأغاني المقلدة، سواء في الأداء الحية وعلى السجل.

## روابط خارجية
- يو لا تانغو على موقع IMDb (الإنجليزية)
- يو لا تانغو على موقع الموسوعة البريطانية (الإنجليزية)
- يو لا تانغو على موقع ميوزك برينز (الإنجليزية)
- يو لا تانغو على موقع رولينغ ستون (الإنجليزية)
- يو لا تانغو على موقع أول ميوزيك (الإنجليزية)
- يو لا تانغو على موقع ديسكوغز (الإنجليزية)